# Ludwig Moshamer

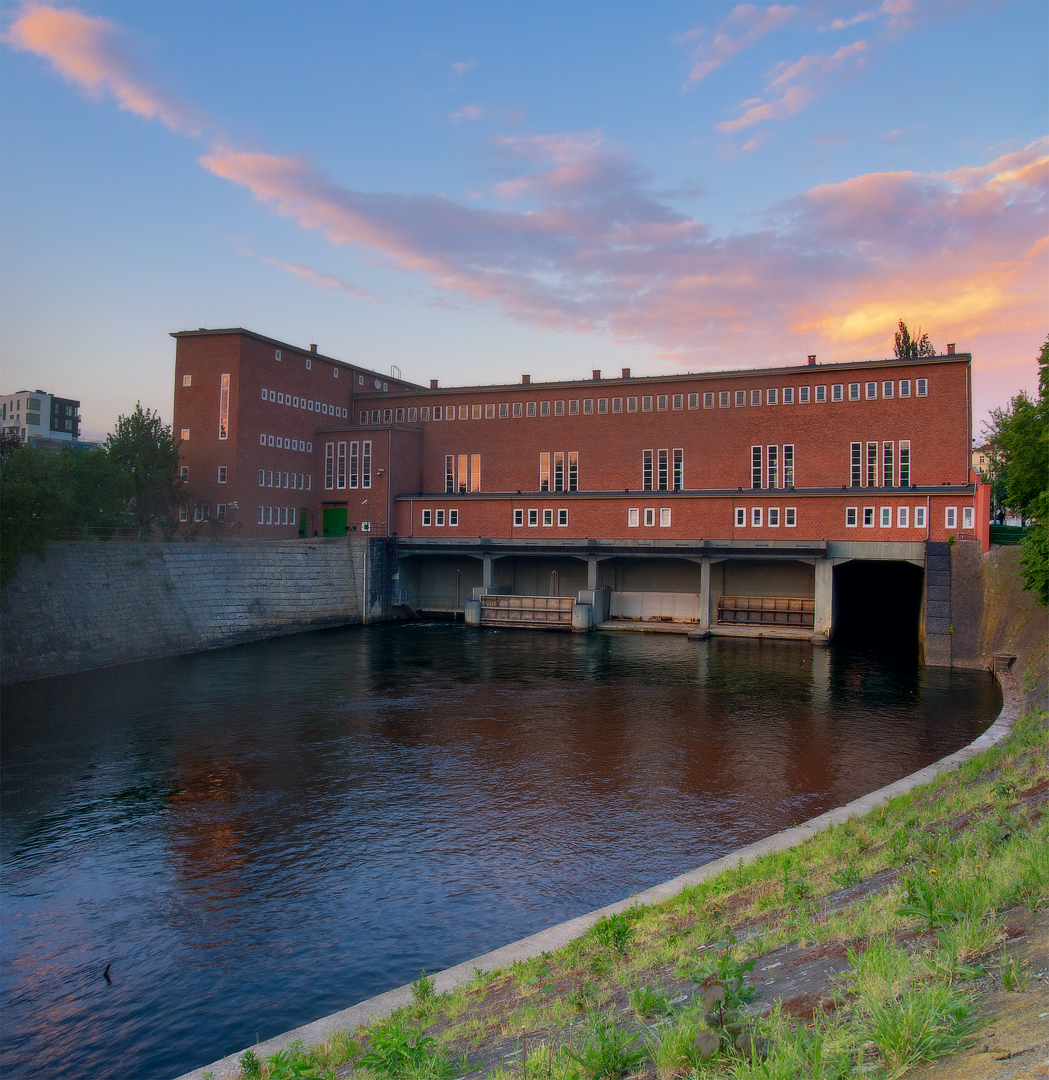
M. Berg & L Moshamer: Wasserkraftwerk an der Süderoder in Breslau

Ludwig Hermann Moshamer (* 19. August 1885 in Passau; † 26. März 1946 ebenda;) war ein deutscher Architekt, der hauptsächlich wegen seiner städtischen Bauten in Breslau bekannt wurde.

## Leben
Nachdem Ludwig Moshamer an der Technischen Hochschule München sein Architekturstudium absolviert hatte, arbeitete er ab Mai 1911 in der Baudeputation (kommunalen Bauverwaltung) der Stadt Breslau unter den Stadtbauräten (Baudezernenten) Max Berg und Hugo Althoff. Moshamer war Mitglied im Deutschen Werkbund und er nahm in dieser Zeit an der Werkbundausstellung WUWA teil. Ab 1934 arbeitete er für das Baubüro des Reichsbundes der deutschen Freilicht- und Volksschauspiele und zeichnete für mehrere Entwürfe für Thingstätten verantwortlich, die zur Verbreitung der nationalsozialistischen Ideen gedacht waren. Ludwig Moshamers Tochter Eva-Maria war die Mutter des Mikrobiologen und Milchwissenschaftlers Michael Teuber.

## Werk (unvollständig)

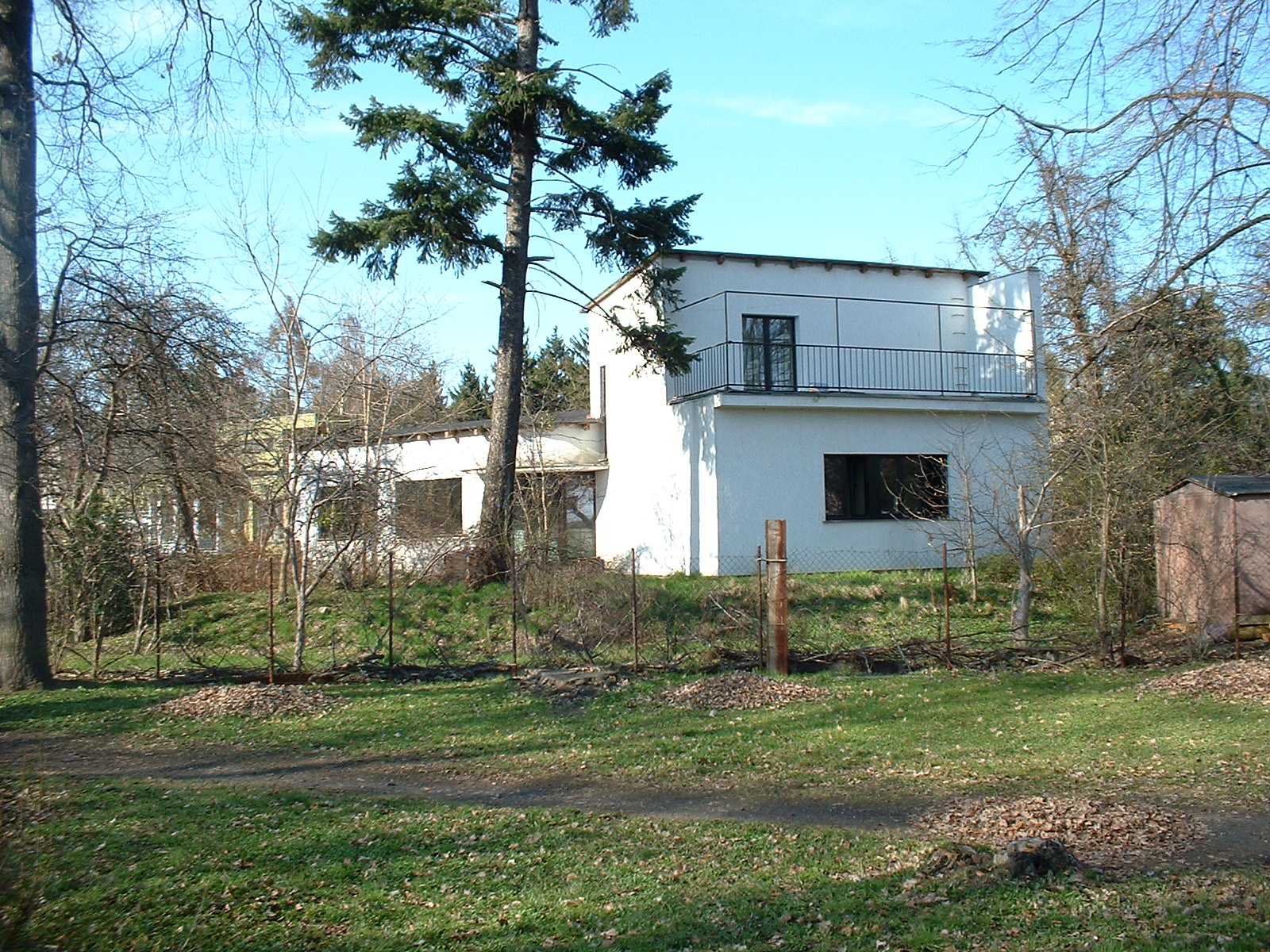
L Moshamer: Haus an der WUWA-Ausstellung in Breslau

- Mitarbeit (Ausführungszeichnungen) an der Jahrhunderthalle in Breslau, 1912–1913 (Entwurf von Max Berg)[4]
- Städtebaulicher Entwurf der Altstadtsanierung in Breslau sowie Entwürfe für vier Hochhausentwürfe für die Stadtverwaltung, 1919–1920 (mit Max Berg und Richard Konwiarz)[5]
- Wettbewerbsbeitrag (Kennwort Moloch) für das Hochhaus im Spreedreieck, Friedrichstraße mit Wilhelm Brix, 1921[6]
- Wasserkraftwerk an der Süderoder in Breslau (mit Max Berg), 1921–1925[7]
- Messehalle und Messehof in Breslau (mit Max Berg), 1922–1925[2]
- Kino Capitol in Waldenburg, 1927[2]
- Mehrfamilienhäuser am Friesenplatz in Breslau, 1927–1928[8]
- Preisgekrönter Wettbewerbsbeitrag für das Vinzenzkloster in Breslau-Woischwitz, 1928, nicht ausgeführt[9]
- Reihenhäuser (Nr. 10, 11, 12) und ein Einfamilienhaus (Nr. 37) in der WUWA-Ausstellung in Breslau, 1929[10]
- Thingstätten, unter anderem in Freyburg (Unstrut), Halle (Saale), Passau, Schmiedeberg (Dübener Heide), Jülich, Schwarzenberg (im Rockelmannpark) 1934–1938[2]
- Verwaltungsgebäude der Reichsgetreidestelle am Fehrbelliner Platz 3 in Berlin, 1935–1938[2]
- Japanische Botschaft in Berlin (Innenausstattung von Cäsar Pinnau), 1938–1942[2]
- Französische Botschaft in Berlin (nicht ausgeführt), 1938

## Schriften
- "Thingplätze" für Freilichttheater und festliche Kundgebungen: Ein Beitrag zu ihrer architektonischen Durchbildung, Überreicht durch den Reichsbund der dt. Freilicht- und Volksschauspiele e. V., Vincentz, Hannover 1933